# Tmarus albisterni
Tmarus albisterni là một loài nhện trong họ Thomisidae.
Loài này thuộc chi Tmarus. Tmarus albisterni được Cândido Firmino de Mello-Leitão miêu tả năm 1942.